# Eritema
Il termine eritema indica un arrossamento cutaneo che sparisce con la pressione , a prescindere dalla sua causa eziologica .
Nella maggior parte dei casi è il risultato di una infiammazione che porta a vasodilatazione e quindi arrossamento per un aumentato flusso di sangue . 

## Cause
L'eritema si definisce attivo quando esprime la dilatazione dei vasi arteriosi: in questo caso, si presenta di colorito rosso vivo e può esservi un aumento della temperatura locale. È definito passivo quando è causato da una stasi venosa: in quest'ultimo caso, si presenta di colorito rosso-bluastro e con una diminuzione della temperatura locale.
L'eritema presenta dimensioni, forma e localizzazione varia; scompare alla vitropressione a causa dell'interruzione del flusso sanguigno. Può manifestarsi per cause fisiche (meccaniche, termiche, radianti), chimiche, infettive (micosi, malattie esantematiche infantili), emotive (rossore improvviso, localizzato al volto e al collo, al verificarsi di situazioni imbarazzanti), o essere provocato da farmaci, disvitaminosi, disendocrinie o - ancora - comparire in corso di reazioni allergiche. Sono comuni eritemi dovuti a sensibilizzazione nei confronti di creme (spesso creme antismagliature) o oli applicati sulla pelle.
Uno dei più comuni eritemi è l'eritema solare, causato da una sovraesposizione del soggetto ai raggi solari.

## Tipologia
- Eritema a farfalla
- Eritema da pannolino detta anche dermatite da pannolino
- Eritema fisso da farmaco
- Eritema infettivo (definito anche quinta malattia)
- Eritema marginato
- Eritema necrolitico migrante
- Eritema migrante
- Eritema multiforme
- Eritema neonatale
- Eritema nodoso
- Eritema palmare
- Eritema solare
- Eritema indurato di Bazin
- Eritema ab igne